# Френкі Ренделл
Френкі Ренделл (1961—2020) — американський професійний боксер; змагався в 1983—2005 роках.

## З життєпису
Триразовий чемпіон світу в напівлегкій вазі, у версіях чемпіонатів WBA, WBC та Lineal championship між 1994 і 1997 роками.
Найбільш відомий тим, що був першим боксером, який переміг Хуліо Сезара Чавеса, рекорд якого на час їх бою в 1994 році становив 89 перемог та 1 нічия.